# Josep Lluís Pinto Barroso
Josep Lluís Pinto Barroso (1968) és un dirigent esportiu d'entitats relacionades amb persones cegues i deficients visuals.
Llicenciat en Dret per la Universitat de Barcelona i gran aficionat al futbol, esport que practicava des de petit i al qual es va bolcar en la seva tasca de formació, va iniciar la seva relació amb l'ONCE el juliol de 1994 com a venedor de cupons a Sabadell, després va passar a dirigir l'agència de Berga i finalment va ser cap dels Serveis Socials per a Afiliats d'aquesta organització, la qual cosa li va permetre tenir un contacte molt directe amb la pràctica esportiva com a gestor ja no tan sols del futbol, sinó també de totes les altres disciplines practicades pels cecs i deficients visuals. El 1999 va ser nomenat president de l'Agrupació Esportiva Catalana dels Cecs i Deficients Visuals abans que legalment es convertís en Federació Catalana d'Esports per a Cecs i des d'aquesta posició va treballar amb gran dedicació pel reconeixement i la normalització de la pràctica esportiva entre les persones discapacitades visuals. El mes de juliol de 2002, a causa de la responsabilitat que implicava el seu nomenament com a sotsdelegat territorial de l'ONCE a Catalunya, de la qual posteriorment va ser nomenat vocal del seu Consell General, es va veure obligat a allunyar-se de la gestió esportiva més directa.